# أسماء بن خالد البارقي
 أسماء بن خالد بن الحارث بن عوف بن عمرو بن سعد بن ثعلبة البارقي (نحو 50 ق هـ - 10 هـ / 573م -632م): جاهلي، من زعماء بارق، أدرك الإسلام، وله صحبة، وكان في وفد قومه على الرسول ﷺ.يحدث عنه: حفيده سراقة البارقي، وعن سراقة يحدث: حفيده أبو عمرو سراقة بن غياث بن سراقة الذي أدركه ابن الكلبي، وحكى عنه قصة الوفود.
وأسماء بن خالد من بارق من الأزد،وله عقب بالكوفة، ومنهم: سراقة بن مرادس بن أسماء البارقي، وعمرو بن خالد بن أسماء البارقي، وأبو عمرو سراقة بن غياث بن سراقة (45 هـ - 140 هـ): شاعر، معمر، أدركه ابن الكلبي.

## النسب
- هو: أسماء بن خالد بن الحارث بن عوف بن عمرو بن سعد بن ثعلبة بن كنانة بن بارق البارقي بن بارق بن حارثة بن عمرو مزيقياء بن عامر ماء السماء بن حارثة الغطريف بن امريء القيس بن ثعلبة بن مازن بن الأزد بن سبأ بن يشجب بن يعرب بن قحطان.[9]ومن ولد أسماء: مرداس، وخالد.[10]وفي بعض النسخ جعل الحارث والداً لأسماء وهو خطأ،[11] وفي أخرى يسقط الحارث، فيكون أسماء بن خالد بن عوف،[12][13] وفي أخرى يسقط خالد فيكون أسماء بن الحارث بن عوف وهو خطأ أيضاً.[14]
- أخيه: الحارث بن خالد بن الحارث (نحو 40 هـ - 37 هـ): من رؤساء العرب، انتدبه عمر بن الخطاب في رؤساء قبائل اليمن مع حميضة البارقي لتحرير العراق، فكان في أمراء سعد بن أبي وقاص يوم القادسية سنة 15 هـ.[15]وعاش إلى خلافة علي بن أبي طالب، وكان على راجلة جيش معاوية بن أبي سفيان.[16][17][18]
- ابن عمه: سراقة الأكبر بن مرادس بن الحارث بن عوف بن عمرو بن سعد بن ثعلبة بن كنانة البارقي (نحو 60 ق هـ - 3 هـ): شاعر جاهلي، أدرك الإسلام.[19] له ثمانية أبيات يفخر فيها بقبيلته الأزد، ويشيد بانتصارها على قريش، وإقرار قريش بأن تفرض عليهم إتاوة بعد أن وقعت بهم بارق مقتلة عظيمة.[20] ومن عقبه: أم الخير بنت الحريش بن سراقة: اشتهرت في خلافة علي بن أبي طالب، وكانت خطيبة يوم صفين، وتوفيت في خلافة معاوية بن أبي سفيان.
- حفيده: سراقة بن مرداس بن أسماء البارقي (نحو 7 ق هـ - 78 هـ): شاعر، له صحبة. نزل الشام في خلافة عمر بن الخطاب، وشهد معركة اليرموك، ثم سكن العراق. وكان مع علي بن أبي طالب يوم الجمل وصفين، من شعراء جيشه، وله شعراً في مدح بلاء عروة البارقي في صفين، ورثاء قيس بن عوف البارقي وجندب الأزدي يوم صفين. سكن الكوفة إلى أن قامت ثورة المختار الثقفي، وله شعر في هجائه، فأسره أصحاب المختار، وحملوه إليه، فأمر بإطلاقه - في خبر طويل - فذهب إلى مصعب بن الزبير، بالبصرة، ومنها إلى دمشق. ثم عاد إلى العراق مع بشر بن مروان والي الكوفة، وكان منقطعا إلى بشر بن مروان، وأخباره معه وغيره كلها طرف. ولما ولي الحجاج بن يوسف العراق هجاه سراقة، فطلبه، ففر إلى الشام سنة 75 هـ، وتوفي بها سنة 78 هـ.
- حفيده: عمرو بن خالد بن أسماء البارقي (نحو 1 ق هـ - 61 هـ): تابعي، شاعر، من وجوه الأزد في الكوفة. وهو الذي عناه سراقة البارقي بقوله:«أَبَت عَينُ ابنِ عَمِّكَ أَن تَنَامَا، بِجِنبِ الطَّفَِّ وَاحتَمَّ احتِمامَا».[21]قتل هو وابنه خالد بن عمرو مع الحسين بن علي في واقعة الطف يوم عاشوراء سنة 61 هـ،[22]وقال أحمد بن أعثم في كتابه الفتوح: «برز عمرو بن خالد الأزدي وهو يقول:...الصبر أحظي لك بالأمان، يا معشر الأزد بني قحطان».[23]
- حفيد حفيده: إياس بن سراقة (نحو 16 هـ - 68 هـ): من أبناء سراقة، قتله الخوارج سنة 68 هـ، ولسراقة شعر في رثاءه، قال عنه حسين نصار: «إياس ... وهو بطل من أبطال بارق»،[24] وفيه سراقة البارقي يقول:[25]

- حفيد حفيده: مرداس بن سراقة (نحو 20 هـ - 68 هـ): من أبناء سراقة، قتلته الخوارج سنة 68 هـ مع أخيه إياس، وفيه وأخيه سراقة يقول:[25]

- حفيد حفيد حفيده: حيان بن إياس بن سراقة (نحو 35 هـ - 110 هـ): تابعي كبير، من الشيوخ، وثقة يحيى بن معين وأبو حاتم والعجلي والجمهور.[26][27][28][29] من أهل الكوفة، سكن البصرة، ثم تحول إلى واسط وبها مات. وهو من أصحاب عبد الله بن عمر بن الخطاب الذين يقرؤون ويفتون في العراق. يحدث عنه: شبيب بن غرقدة البارقي وهو من أقرانه،[30] وشعبة الواسطي ولم يدركه طويلاً.[31][32]
- حفيد حفيد حفيده: أبو عمرو سراقة بن غياث بن سراقة (45 هـ - 140 هـ): شاعر، معمر، أدركه ابن الكلبي.[7][8] وحدث عنه الكلبي خبر وفود جده سراقة مع جده أسماء بن خالد على الرسول ﷺ.[6][1]ومن ولده: عثمان بن سراقة بن غياث بن سراقة (80 هـ - 133 هـ): من أمراء الدولة الأموية في العراق، وكان يبغض قریشاً.[33][34]ومن ولده أيضاً: سليمان بن سراقة بن غياث بن سراقة (85 هـ - 150 هـ): من رجال والي العراق يوسف بن عمر الثقفي.[35][36]